# Musaranya de Borneo
La musaranya de Borneo (Crocidura baluensis) és una espècie de mamífer de la família de les musaranyes (Soricidae) endèmica del mont Kinabalu la muntanya més alta de Malàisia, amb una elevació màxima de 4.095 metres. No hi ha grans amenaces per aquesta espècie, ja que està en un territori protegit i tolera un cert nivell de pertorbació del seu hàbitat.